# Banco Krung Thai
El Banco Krung Thai (en inglés: Krung Thai Bank Public Company Limited (KTB); en tailandés: ธนาคาร กรุง ไทย) es una entidad financiera pública, el segundo mayor banco de Tailandia. Posee activos por valor de 28 mil millones de dólares y mantiene una red de sucursales de más de 500 en el país y 12 en el extranjero, entre ellas en las plazas de Tokio, Hong Kong y Taipéi. Su sede se encuentra en el distrito de Watthana, Bangkok.
Fue creado por el gobierno tailandés en 1966 con la fusión de Banco Agrícola y el Banco Provincial, con el Ministerio de Hacienda como el principal accionista. En 1987 otro banco, el Banco de Siam, fue disuelto y sus bienes transferidos a Banco Krung Thai. En 1989, las acciones de la sociedad se cotizaron en la Bolsa de Valores de Tailandia por primera vez. A partir de abril de 2005, el mayor accionista de la entidad es el Fondo de Desarrollo de Instituciones Financieras (FIDF), que posee el 56 por ciento de todas las acciones. El Fondo depende del Ministerio de Finanzas y del Banco de Tailandia.